# Die Testamentseröffnung
Die Testamentseröffnung, englisch Reading of a Will, auch The Reading of the Will, ist der Titel eines Genrebildes des schottischen Malers David Wilkie aus dem Jahr 1820. Im Auftrag des bayerischen Königs Maximilian I. Joseph geschaffen, hing es bis zu dessen Tod im königlichen Schlafgemach auf Schloss Tegernsee. König Ludwig I. erwarb es 1826 bei einer Versteigerung des väterlichen Kunstbesitzes von seiner Stiefmutter Karoline, die es beim Tod ihres Gatten geerbt hatte. Später gelangte das Bild in die Bayerischen Staatsgemäldesammlungen. Das Gemälde, das über die humorvolle Erzählung einer Alltagsgeschichte ein Sittenbild aus dem zeitgenössischen Leben des Bürgertums zeichnete, gilt als ein Hauptwerk Wilkies und hatte großen Einfluss auf die Entwicklung der Genremalerei im deutschsprachigen Raum.

## Beschreibung und Bedeutung
Das figurenreiche Gruppenbildnis zeigt eine Testamentseröffnung in einem bürgerlichen Familienkreis des späten 18. oder frühen 19. Jahrhunderts im Vereinigten Königreich Großbritannien und Irland. Unter dem Bildnis des Erblassers – nach diesem Porträt und dem ebenfalls an der Wand hängenden Degen starb er als junger Offizier der British Army – sitzt und steht die Familie des Verstorbenen um einen Tisch in der Wohnstube und lauscht den Ausführungen eines kahlköpfigen Testamentsvollstreckers, der ein zeitungsgroßes Testament verliest. Der Bildraum ist wie ein Guckkastenbühne aufgebaut. Licht fällt über ein Fenster außerhalb des Bildes von der rechten Seite herein. Eine geöffnete Tür schafft eine Tiefenperspektive. Die verschiedenen Familienmitglieder sind in ihren individuellen Verhaltensweisen, Gefühlszuständen und Erwartungshaltungen psychologisierend charakterisiert, darunter ein Schwerhöriger mit Hörrohr, auch zwei Hunde, die die Komposition szenisch bereichern.
Verspätet zur Tür herein kommt eine wohlhabende ältere Verwandte in Trauerflor, begleitet von einem Diener, der einen Hund auf dem rechten Arm und die Hauspantinen seiner Herrin in der Linken trägt. Kaum jemand nimmt Notiz von ihrer Ankunft, was die vom Maler als schrullig karikierte Dame in Gestik und Mimik durch eine Mischung aus Entsetzen und Empörung zur Kenntnis zu nehmen scheint. Sie wirft einen schneidenden Blick über die gesamte Gruppe.
Im Zentrum der linken Bildhälfte positionierte der Maler – als Gegenbild zur Schrulle – die schöne Witwe. Vom zentralen Bildgeschehen abgewandt sitzt sie in schwarzem Trauergewand, ihre linke Hand an den Hals gelegt. In der Rechten, die sich elegant auf der Lehne des ostentativ leeren Lehnsessels des Verstorbenen abstützt, hält sie in elegischem Gestus ein Tuch. Nicht nur ihre prominente Bildposition, sondern auch ein Medaillon mit dem Miniaturbild des Verstorbenen weist sie als dessen Gattin aus. Ebenso wie das Porträt des Verstorbenen an der Wand fixiert sie den Bildbetrachter.
Links neben ihr steht ihr kleiner Sohn, vor dem leeren Lehnsessel am Kamin, räumlich abgesetzt von der Familie, aus dem gegenüberliegenden Fenster wie in eine ungewisse Zukunft blickend. Dessen Schwester, noch ein Kleinkind, wird von einer greisen Matrone gehalten, die mit statuarischem Ausdruck den Sessel der Witwe flankiert.
Gegenstände an den Wänden verweisen auf Interessensgebiete des Verstorbenen, etwa Bücher, eine Mandoline und diverse Waffen. Auf dem Tisch der Wohnstube sind neben einem Likörtablett Wertsachen des Erblassers ausgebreitet, außerdem auf dem Boden. Ein Teil des Nachlasses befindet sich in einer geöffneten Truhe.

## Entstehung und Rezeption

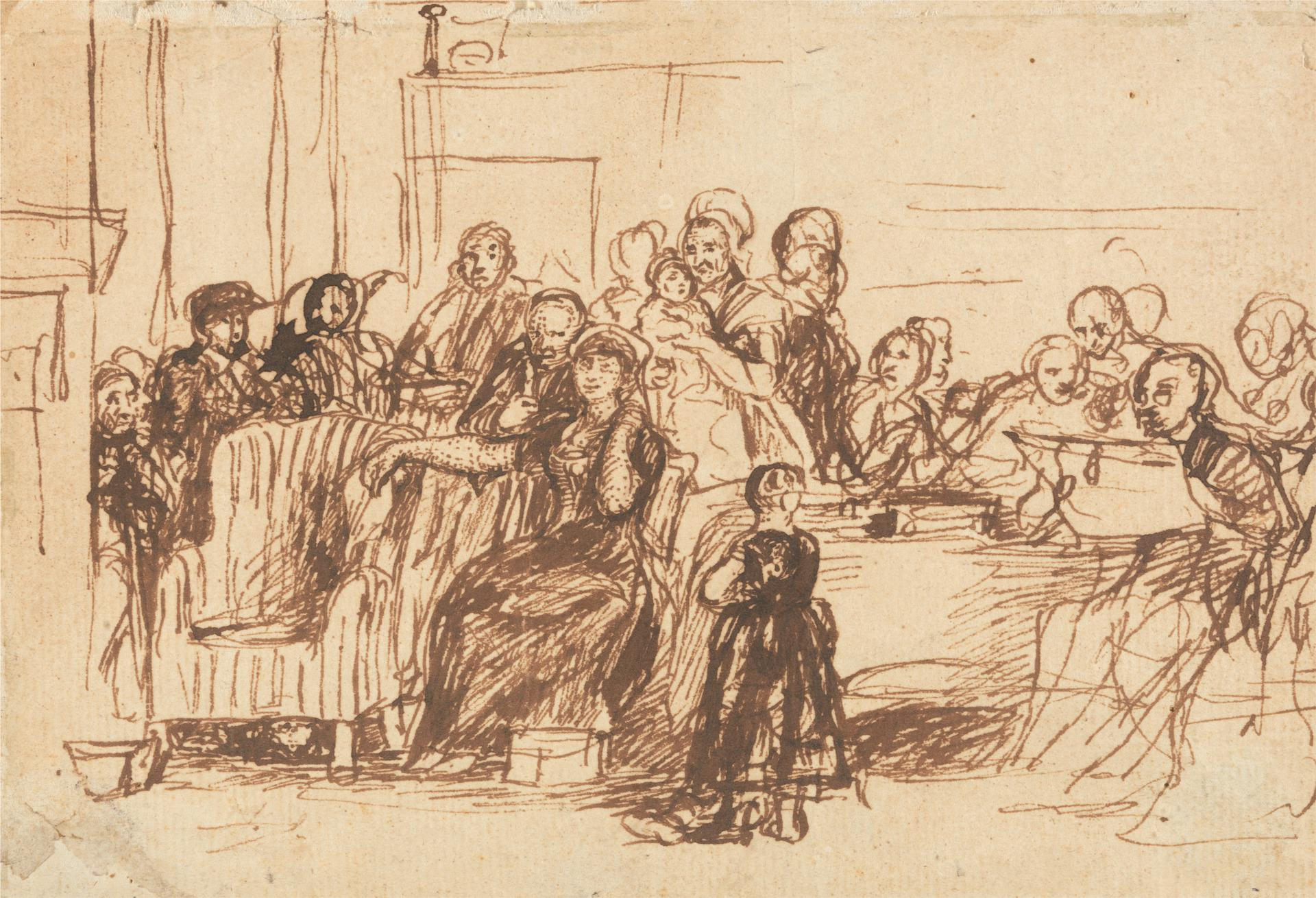
Tuscheskizze, vor 1820

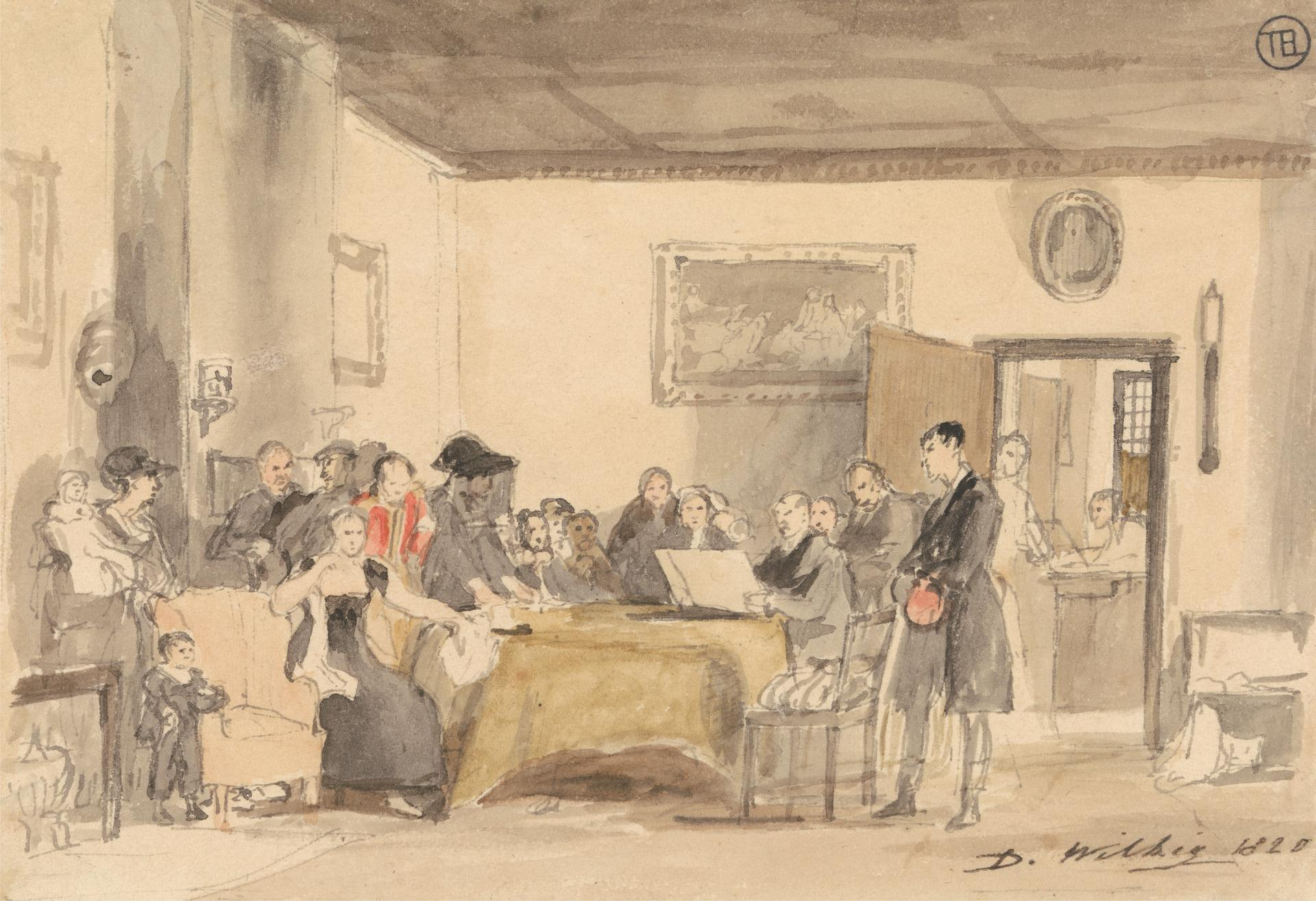
Aquarellstudie, 1820

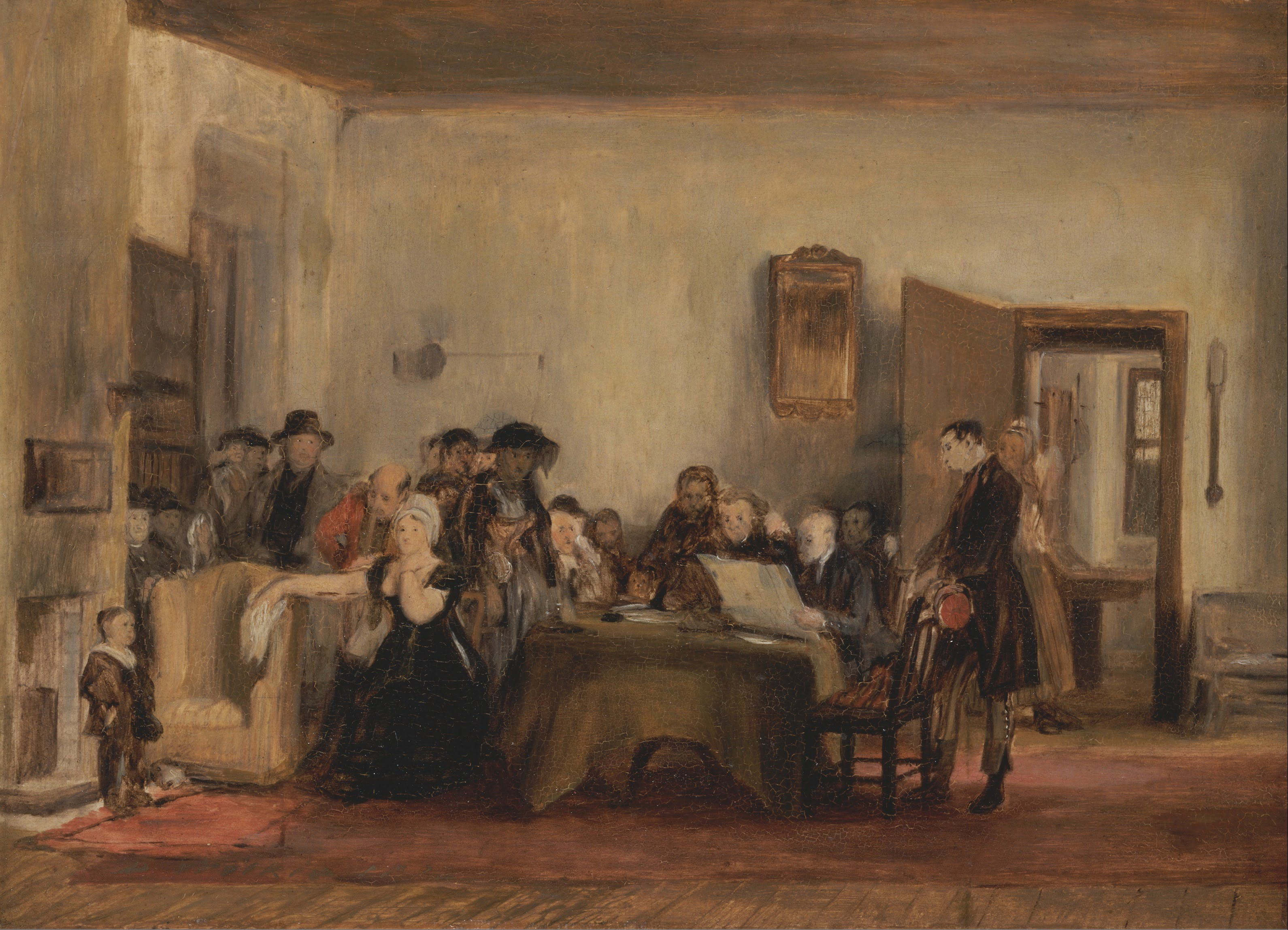
Ölstudie, 1820

Im Sommer 1818 erhielt der schottische, in London lebende Maler David Wilkie durch Vermittlung des britischen Gesandten, John Fane (Lord Burghersh, 1784–1859), und dessen Verbindungsleute im Vereinigten Königreich, George Leveson-Gower, den Marquess of Stafford, sowie Christian Hubert Pfeffel von Kriegelstein (1765–1834), den bayerischen Gesandten in London, Mitteilungen über den Wunsch des bayerischen Königs, ein Bild des damals bekanntesten Genremalers Großbritanniens zu erwerben. Thema, Größe und Preis des Bildes waren dem Künstler überlassen, jedoch sollte es „so englisch wie möglich“ ausfallen.
1820 war das in Kompositionsstudien sorgfältig erarbeitete Gemälde fertiggestellt. Vor seiner Versendung an den Auftraggeber stellte es Wilkie in der Royal Academy of Arts in London aus. Über den Bildinhalt erklärte der Ausstellungskatalog:

“Mr. Protocol, accordingly, having required silence, began to read the settlement aloud, in a slow, steady, business-like tone. The group around, in whose eyes hopes alternately awakened or faded, were straining their apprehensions to get at the drift of the testator’s meaning through the mist of technical language, in which the conveyance had involved it.”

„Dementsprechend begann Mr. Protocol, nachdem er um Schweigen gebeten hatte, das Testament laut vorzulesen, in einem langsamen, stetigen, sachlichen Ton. Die Gruppe um ihn herum, in deren Augen abwechselnd Hoffnungen erwachten oder verblassten, verfolgte angestrengt die Ausführungen, um den letzten Willen des Erblassers durch den Nebel zu erfassen, in den ihn die juristische Fachsprache gehüllt hatte.“

Diese Passage bezieht sich auf den 1815 in Edinburgh anonym veröffentlichten Roman Guy Mannering, or the Astrologer von Walter Scott (deutsch: Der Astrolog. Eine caledonische Wundersage. Leipzig 1817, Übersetzung: Wilhelm Adolf Lindau) und die dort geschilderte Szene einer Testamentseröffnung nach dem Tod einer älteren Dame, Mrs. Margaret Bertram of Slingerside.
Bei seiner ersten Ausstellung in London zog das Gemälde eine besonders starke Aufmerksamkeit der Besucher auf sich. Über den englischen Maler Thomas Lawrence erfuhr Wilkie sodann, dass der englische König Georg IV. das Bild zu erwerben wünsche. In diesem Dilemma blieb der Maler jedoch seinem Auftraggeber treu und versandte es wie vorgesehen nach München. Dort suchte Max I. Joseph, ein Liebhaber von Landschaften und Genrebildern, höchstpersönlich einen Rahmen für das Gemälde aus und ließ es im Schlafzimmer seiner Sommerresidenz am Tegernsee aufhängen.
Schon zu seiner Zeit war Wilkie ein gefeierter Maler. Unter Bezug auf Vorbilder in der englischen und niederländischen Genremalerei, nämlich William Hogarth und David Teniers d. J., deren Vorzüge Wilkie nach dem Urteil des anerkannten Malers und Kunstkritikers Joshua Reynolds in seiner Malerei vereint habe, meinte der Kritiker William Hazlitt 1815:

“The highest authority of art in this country, we understand, has pronounced, that Mr. Wilkie united the excellences of Hogarth to those of Teniers. We demure to this decision, in both its branches; but in demuring to authority, it is necessary to give our reasons. We conceive that this excellent and deservedly admired artist has certain essential, real, and indisputable excellences of his own; and we think it, therefore, the less important to clothe him with any vicarious merits, which do not belong to him.”

„Die höchste Autorität der Kunst in diesem Land hat, wie wir vernehmen, erklärt, dass Mr. Wilkie die Vorzüglichkeiten von Hogarth mit denen von Teniers vereint hat. Wir lehnen dieses Urteil in beiderlei Hinsicht ab; aber wenn wir uns der Autorität widersetzen, ist es notwendig, unser eigenes Urteil darzulegen. Wir glauben, dass dieser ausgezeichnete und zu Recht bewunderte Künstler bestimmte wesentliche, echte und unbestreitbare Vorzüge besitzt; und wir halten es daher für weniger wichtig, ihn mit irgendwelchen weit herangezogenen Verdiensten zu bekleiden, die ihm nicht zustehen.“

Wilkies Malerei fand starke Resonanz auf dem europäischen Kontinent, speziell im deutschsprachigen Raum, und wurde über Druckgrafik weit verbreitet, etwa durch John Burnett, Theodor Janssen und Leo Schöninger. Deutliche Anklänge von Wilkies Testamentseröffnung finden sich in Gemälden von Malern deutscher Schulen des 19. Jahrhunderts, allen voran bei Johann Peter Hasenclever, Richard Caton Woodville, Josef Danhauser und Ferdinand Georg Waldmüller. Ein bekannter Kopist des Bildes war Caspar Kaltenmoser.